# Monnaie privée
Pour les articles homonymes, voir Monnaie (homonymie).
La monnaie privée est un type de monnaie dont l'émission et la garantie sont assurées par un organisme indépendant des pouvoirs publics, par exemple une banque privée, par opposition aux monnaies habituelles, garanties par un gouvernement ou la chose publique, soumises à un monopole d'émission monétaire direct ou délégué à une banque centrale.
Les monnaies privées se développent au sein d'un système monétaire concurrentiel. Bien qu'aujourd'hui, la monnaie issue du système monétaire de banque centrale est officiellement l'outil d'échange dominant, la réalité des choses est plus complexe : les instruments financiers librement émis par le marché concurrentiel peuvent répondre au besoin de monnaie : cryptomonnaies, monnaies électroniques, divers titres.
Le concept de monnaie privée est essentiellement mis en avant par quelques économistes libéraux, comme Friedrich Hayek ou David Friedman, en tant que moyen pour diminuer la capacité de l'État à manipuler l'économie à son propre avantage.

## Concepts fondamentaux
Une monnaie est un bien ayant trois propriétés fondamentales : il peut servir de numéraire (moyen de paiement pour acheter tout autre bien), de réserve de valeur (il garde à peu près la même valeur d'un jour à l'autre) et d'unité de compte. Pour servir de monnaie, un bien doit donc être facile à transporter et échanger (numéraire), facile à diviser et mesurer ; la fonction de réserve de valeur suppose à la fois une grande durabilité de la monnaie existante, et une limite à la dilution de pouvoir d'achat provoqué par l'émission nouvelle.
Rien dans cette définition n'implique l'intervention de la puissance publique. Il faut cependant que l'émetteur inspire une confiance suffisante pour que sa monnaie soit acceptée, ce qui est une condition fortement limitante, mais inséparable du principe fiduciaire.
Par convention historique, il est entendu que le principe du « billet de banque » apparaît en Chine au Xe siècle à partir de reconnaissances de dettes commerciales (Effet de commerce : lettre de change, billet à ordre, etc.) ; un dépôt de pièces de monnaie, de métaux précieux ou de marchandises chez un intermédiaire de confiance (banque, commerçant réputé) sert de garantie au billet, sorte de dette au porteur, par lesquelles l'agent débiteur s'engageait à payer la somme stipulée sur la créance à toute personne se présentant avec le dit billet. L'administration Song les adopte à son tour. Ce système fut supprimé en Chine aux XIVe siècle.
En Occident, les États établissent très tôt un privilège d'émission monétaire : à Venise, par exemple, les banques doivent cesser d'émettre leurs propres billets, elles reprennent l'émission des formes commerciales de quasi-monnaie (lettre de change et billet à ordre) et inventent progressivement au cours du XVIIe siècle le chèque. Cependant, le droit de battre monnaie demeure également l'apanage de tout seigneur : il existe dans l'Europe commerçante d'avant la Renaissance des centaines de types de monnaies.
De nos jours, si l'émission de monnaie de base (billets et pièces) est généralement un privilège d'un institut d'émission sous le contrôle de l'État, la monnaie scripturale émise par les banques reste très largement prépondérante. Émis avec une grande liberté par les banques, crédits, chèques et autre cartes de paiement sont autant d'instruments monétaires. Ils remplissent complètement deux des trois fonctions d'une monnaie (moyen de paiement, réserve de valeur) et partiellement la troisième (c'est la monnaie banque centrale qui officiellement sert seule d'unité de compte, néanmoins chaque banque compte ses crédits d'une façon aussi rigoureuse que la monnaie de banque centrale). Ainsi, si les monnaies bancaires ne sont pas officiellement des monnaies privées, la différence est très ténue. Certains considèrent même (voir infra : #Développement des marchés financiers) que le système actuel est de facto privatisé.
Cet aspect concernant la monnaie bancaire est renforcé par le fait que l’accès à la monnaie scripturale de la banque centrale est généralement réservé à des acteurs de type bancaire. C‘est le cas en particulier en zone euro, où les conditions d’accès aux comptes en monnaie banque centrale (TARGET2) est réservé à certains types d’acteurs régulés de type établissement de crédit, société d'investissement ou établissement de monnaie électronique (cf conditions d’accès).
Rendre la monnaie privée reviendrait de se dispenser de la banque centrale en donnant à la banque émettrice du prêt deux capacités :
1. au lieu de fournir de la monnaie émise par la Banque centrale à l'emprunteur, elle lui donne une matérialisation du contrat (billet, certificat, etc.) permettant au porteur de cette certification d'obtenir de la banque prêteuse la valeur du prêt sous la forme monétaire de son choix ;
2. la banque peut vendre comme elle l'entend la reconnaissance de dette de l'emprunteur à tout autre agent économique.

L'argument fondamental en faveur d'une telle possibilité est que le taux d'escompte serait déterminé par le marché plutôt que par l'autorité gouvernant la Banque centrale. Sous l'hypothèse que le marché conduit à des équilibres efficaces, cela permettrait l'établissement de taux d'intérêt directement déterminés par les besoins de l'économie, alors que les dirigeants de la banque centrale peuvent avoir des objectifs contradictoires avec l'efficacité de l'économie.

## Fonctionnement d'une monnaie privée
Actuellement, les marchés financiers permettent le plus souvent aux banques de renégocier les créances dont elles disposent, à des taux déterminés par le risque de non-recouvrement de la créance (l'emprunteur ne peut pas ou ne veut pas rembourser). Le problème conceptuel de la monnaie privée est donc de concevoir comment les agents privés pourraient émettre des titres ayant fonction de monnaie. Pour ce faire, il faut considérer la façon dont serait déterminée la valeur de la monnaie ainsi émise, la manière de déterminer la valeur de la monnaie en question et les garanties que peut offrir un émetteur potentiel.

### Contrat de monnaie
Fondamentalement, la monnaie privée prendrait la forme d'un contrat, signé par l'émetteur, liant ledit émetteur au possesseur légitime du titre. Afin que ce contrat puisse servir de moyen de paiement, l'identité du possesseur n'est pas stipulée, ce qui permet la cession de ce contrat d'un agent à l'autre selon les règles de l'offre et de la demande. Ce contrat est appelé « contrat de monnaie » ou « contrat d'émission monétaire » ou encore « contrat de création monétaire ».
Le point central de contrat de monnaie est la définition de ses conditions de réalisation, c'est-à-dire les conditions sous lesquelles le possesseur du contrat peut obtenir de l'émetteur l'échange du titre contre d'autres biens. Il stipule ainsi le degré de liquidité du titre (remboursable à vue ou avec un délai) ainsi que la nature du remboursement. Celui-ci serait lié à la définition d'une grandeur économique et d'un bien servant à effectuer le remboursement. Ce couple (bien/grandeur) est appelé « valorimètre ».
En outre, le contrat de monnaie peut limiter les possibilités de transaction, par exemple en interdire la cession aux membres d'une liste d'agents, imposer un maximum ou un minimum de monnaie réalisable sur une période donnée. Toutefois, toute provision de ce type tend à limiter la liquidité de la monnaie ainsi émise, et donc à en diminuer l'intérêt pour l'emprunteur.
Enfin, le contrat de monnaie pourra stipuler les modalités du contrôle des comptes de l'émetteur, les garanties de réserves que celui-ci offre, les conditions de remboursement en cas de manque de liquidités et le droit et le tribunal compétents en cas de litige ou de banqueroute.

### Valorimètre d'une monnaie privée
Un rôle fondamental de la monnaie est celui d'unité de compte : dans une économie donnée, tous les prix sont exprimés dans la même unité. Dans le cas de monnaie privée, le problème est de déterminer une unité de référence, appelée « valorimètre », à laquelle le titre émis (le contrat de monnaie) sera lié.
En pratique, le valorimètre est constitué d'un couple (bien, grandeur économique) quelconque. Par exemple, on peut imaginer un contrat de monnaie dont la valeur serait une quantité donnée d'or, augmentée de l'évolution d'un indice des prix entre la date d'émission et celle de la réalisation. Le bien de référence peut également être constitué d'un panier d'autres monnaies, et l'indice peut être un indice quelconque, calculé par tout organisme préalablement choisi.

### Garanties de l'émetteur
La valeur à l'échange d'une monnaie est fondamentalement une mesure de la confiance en la capacité de l'émetteur à rembourser la valeur de la créance exprimée par le contrat de monnaie. Par sa capacité à lever des impôts à volonté, voire à confisquer les biens de ses habitants, l'État dispose dans ce domaine d'une confiance à court terme quasi-illimitée (voir emprunts d'État). Une banque libre, qui est émetteur de monnaie privée, ne dispose pas de ces garanties. Sa principale garantie est la valeur des créances qu'elle possède, créances provenant des emprunteurs. La garantie donnée par une banque libre est que la valeur de ses actifs reste durablement supérieure à la masse monétaire émise qu'elle a mise en circulation.
Dans le contrat de monnaie, l'émetteur peut s'engager à posséder à tout moment un montant de créances prédéterminé ou calculé en fonction de la masse monétaire qu'il aura émise. Il peut également définir la composition de ces actifs de réserve : créances commerciales, prêts à long terme, monnaies étatiques, monnaies privées, actifs physiques (usines, terrains, bâtiments), autres actifs financiers. L'émetteur peut également offrir la garantie d'autres banques ou entreprises qui s'engagent à participer au remboursement de tout ou partie de la monnaie émise, engagement formalisé par un contrat entre la banque émettrice et l'entreprise garante.

### Incitations économiques à la création de monnaie privée
Dans le système actuel, les banques commerciales sont dites « banques de second rang ». Après création monétaire de la part d'une banque commerciale, lorsque ses clients utilisent la monnaie créée pour payer des agents économiques ayant leurs comptes dans d'autres banques commerciales, il est nécessaire à cette banque commerciale de se refinancer. Pour obtenir un refinancement, elle peut notamment escompter ses créances auprès d'autres confrères de la place ou, en dernier ressort, auprès de la Banque Centrale afin d'équilibrer son bilan. Les autres banques commerciales comme la Banque Centrale imposent sur les créances ainsi échangées un taux d'escompte. Si les banques commerciales avaient la possibilité d'émettre une monnaie privée sans fuite vers un autre circuit monétaire, elles toucheraient l'intégralité de la valeur de la créance.
Par ailleurs, un émetteur pourrait permettre à d'autres agents d'émettre sa monnaie privée contre paiement d'une franchise. Symétriquement, les institutions garantissant l'intégrité des comptes de l'émetteur ou les indices utilisés dans le contrat de monnaie pourraient demander une rémunération à l'émetteur.
Toutefois, la crise monétaire et financière de l'automne 2007 (dite « crise des subprimes ») a poussé un certain nombre d'économistes à tempérer ce point de vue. En effet, cette crise, apparue à la suite d'une titrisation poussée et complexe de dettes de clients peu ou pas solvables, a démontré que le système monétaire privé pouvait arriver à générer de graves crises de liquidité. Il semble que seules les opérations de refinancement massif autorisées par les banques centrales européenne (BCE) anglaise (Bank of England) et américaine (Federal Reserve, ou Fed) aient permis d'éviter un véritable krach financier, qui aurait probablement été suivi d'un effondrement de l'offre de crédit (credit crunch). De ce fait, l'existence de banques centrales décidées à agir, en cas de besoin, de façon appuyée et concertée est à ce jour considéré par nombre d'économistes comme un garde-fou majeur contre l'extension des crises financières à l'économie réelle.

## Occurrences historiques

### Période historique
Historiquement, des monnaies privées ont souvent coexisté avec des monnaies étatiques ou gouvernementales, en particulier lorsque la confiance en celle-ci était affectée par des évènements politiques, mais pas seulement. Ainsi, les banques écossaises ont émis de la monnaie de 1750 à 1850, mais essentiellement pour des raisons liées à la politique financière du Royaume-Uni après la création de la Banque d'Angleterre, de droit privé, en 1694. Ce n'est qu'entre le XVIIe siècle et le XXe siècle que le monopole d'émission de la monnaie a été totalement transféré à des banques centrales, mais surtout, c'est durant cette période d'instabilité économique et de transformation par l’industrialisation, que les systèmes monétaires ont été unifiés et standardisés afin de faciliter les échanges locaux et globaux et restaurer la confiance. Pendant la Première Guerre mondiale et le début des années 1920, de nombreuses monnaies de nécessité ont été institués en France et à l'étranger, parallèlement aux monnaies nationales, afin de pallier le manque de numéraire né de l'effondrement du système bimétallique or/argent particulièrement stable entre 1800 et 1914 : après cette date, le cours des monnaies nationales s'est alors mis à flotter et le dollar américain est devenu une monnaie d'échange internationale, un étalon.

### Période contemporaine

#### En Europe
Au Royaume-Uni, certaines banques privées d'Écosse et d'Irlande du Nord ont le droit d'émettre leurs propres billets. Il s'agit, en Écosse de la Bank of Scotland, la Royal Bank of Scotland et de la Clydesdale Bank ; en Irlande du Nord, de la Bank of Ireland, la First Trust Bank, la Northern Bank et l'Ulster Bank. L'Écosse a ceci de particulier que tous les billets, y compris ceux de la Banque d'Angleterre, n'y ont pas cours légal mais y sont considérés comme des moyens de paiement, à l'instar d'un chèque ou d'une carte bleue. Au Royaume-Uni il y a aussi ce droit plus étendu pour l'Île de Man, Gibraltar, les îles de Guernesey et Jersey, l'Île Sainte-Hélène et les Îles Falkland.

#### Système d'échange local (SEL)
Le SEL (Système d'échange local) est une monnaie privée qui bénéficie de la tolérance de l'État pour la pratique des échanges multilatéraux entre des particuliers. Cette tolérance est limitée par des règles fiscales. Le fonctionnement d'un SEL subit ainsi un risque juridique constant.

#### Développement des marchés financiers
Si l'émission de monnaie reste à l'heure actuelle le monopole des banques centrales et un attribut régalien fondamental, l'émergence de nouvelles formes de marchés financiers a ôté une grande partie de son intérêt au concept de monnaie privée. En effet, le fort développement depuis le début des années 1980 des marchés à terme d'instruments financiers et des autres produits dérivés permet aux entreprises et aux banques de constituer sur mesure et de détenir des titres présentant toute combinaison raisonnable de liquidité et de risque. De ce fait, les échanges de titres sur les marchés financiers ont accaparé une grande partie des bénéfices que pourraient trouver les banques à l'émission de monnaie privée. Le montant quotidien de tels échanges est ainsi supérieur à la totalité de la masse monétaire mondiale, à tel point que certains économistes (Maurice Allais, Joseph Stiglitz, etc.) estiment que la monnaie est désormais de facto essentiellement privée, les banques centrales n'ayant en quelque sorte plus d'autre choix que de suivre le mouvement global imposé par les banques commerciales.

#### Autres monnaies privées contemporaines
- Le crédito argentin, émis par la Red Global de Clubes de Trueque Multirecíproco (RGT) en 1995 et qui connut un grand essor lors de la crise économique argentine de 2001, mais connut ensuite l'échec à cause de l'hyperinflation et de la contrefaçon,
- le Liberty Dollar de 2008,
- devises en or numérique,
- le balboa, monnaie panaméenne equivalente au dollar,
- l'euro WIR, anciennement "euro SWIFT", monnaie scripturale équivalente à l'euro,
- le bitcoin[2], une devise cryptographique conçue en 2009,
- l'or virtuel dans World of Warcraft (les "PO"s) n'est pas une monnaie aussi importante que les précédentes, mais est bel et bien une monnaie privée virtuelle, ayant cours dans un des mondes virtuels les plus actifs de la sphère mmorpg (aux derniers chiffres, 11 millions d'utilisateurs),
- Le Franc UIC.

## Difficultés
À l'heure actuelle rares sont les économistes défendant la nécessité d'une monnaie privée, surtout depuis la crise de 2007-2008. D'une part, le développement des marchés financiers aurait répondu à un certain nombre des inefficacités signalées par les promoteurs originels de l'idée. D'autre part, le mouvement général d'indépendance des banques centrales aurait considérablement réduit la capacité des États à manipuler la monnaie, ce qui était le souci principal des libéraux. Néanmoins, le second point commence à faire l'objet d'un débat dans le monde économique compte tenu du recours de plus en plus fréquent à l'assouplissement quantitatif par les banques centrales.
En outre, le fonctionnement pratique d'une monnaie privée poserait des problèmes informationnels importants. Avant toute transaction, les agents devraient ainsi lire attentivement toutes les conditions du contrat de monnaie, tous les contrats n'étant pas aisément comparables en raison du grand nombre de termes contractables. Cette difficulté serait encore augmentée en l'absence d'une unité de compte commune, rôle aujourd'hui tenu par les monnaies étatiques. La plupart des économistes s'accordent ainsi à penser que les coûts de transaction en présence d'une multiplicité de monnaies privées seraient très élevés. L'alternative serait une circulation minoritaire de monnaies privées, la monnaie étatique servant de référence commune. En pratique, cela est très peu différent de l'existence de marchés financiers très liquides tels qu'ils se sont développés depuis les années 1980.